# Regiões do Peru
As regiões do Peru (em castelhano: regiones del Perú) são o primeiro nível de subdivisão administrativa do desse país. Logo após a independência em 1821, o país foi dividido em "departamentos", mas enfrentou o problema de uma crescente centralização do poder político e econômico em sua capital, Lima. Depois de várias tentativas sem sucesso de descentralização, a figura jurídica da "região" tornou-se oficial e foram eleitos governos regionais para administrar os serviços em 20 de novembro de 2002 até sua fusão planejada em regiões reais.
Sob o novo acordo, os antigos departamentos além da província de  El Callao tornaram-se circunscrições regionais. A província de Lima, foi excluída deste processo e não faz parte de nenhuma região. Ao contrário dos serviços anteriores, as regiões têm um governo eleito e tem um vasto leque de responsabilidades dentro da sua jurisdição.
Nos termos da Lei Orgânica dos Governos Regionais de 2002 (em castelhano: Ley Orgánica de Gobiernos Regionales), há um processo em curso de transferência de funções do governo central para as regiões. O referendo de 2005, para a fusão de vários departamentos, não conseguiu obter o necessário apoio eleitoral.
Regiões peruanas e departamentos estão subdivididos em províncias e distritos.

## História
Depois de declarar sua independência em 1821, o Peru foi dividido em departamentos, que cresceu em número de 11 em 1822 para 24 em 1980:
- Amazonas
- Âncache
- Apurímaque
- Arequipa
- Aiacucho
- Cajamarca
- Cusco
- Huancavelica
- Huánuco
- Ica
- Junim
- Liberdade
- Lambayeque
- Lima
- Loreto
- Madre de Deus
- Moquegua
- Pasco
- Piúra
- Puno
- San Martín
- Tacna
- Tumbes
- Ucaiáli

| Departamento  | ISO    | UBIGEO | Capital             | Área (km²) | População | Densidade populacional (hab./km²) | Localização |
| ------------- | ------ | ------ | ------------------- | ---------- | --------- | --------------------------------- | ----------- |
| Amazonas      | PE-AMA | 01     | Chachapoias         | 39 249     | 389 700   | 9,9                               |             |
| Âncache       | PE-ANC | 02     | Huaraz              | 35 914     | 1 039 415 | 28,9                              |             |
| Apurímaque    | PE-APU | 03     | Abancay             | 20 896     | 418 882   | 20,0                              |             |
| Arequipa      | PE-ARE | 04     | Arequipa            | 63 345     | 1 140 810 | 18,0                              |             |
| Aiacucho      | PE-AYA | 05     | Aiacucho            | 43 815     | 619 338   | 14,1                              |             |
| Cajamarca     | PE-CAJ | 06     | Cajamarca           | 33 318     | 1 359 023 | 40,8                              |             |
| Callao        | PE-CAL | 07     | Callao (Bellavista) | 147        | 810 568   | 5 514,8                           |             |
| Cusco         | PE-CUS | 08     | Cusco               | 71 986     | 1 171 503 | 16,3                              |             |
| Huancavelica  | PE-HUV | 09     | Huancavelica        | 22 131     | 447 054   | 20,2                              |             |
| Huánuco       | PE-HUC | 10     | Huánuco             | 36 849     | 730 871   | 19,8                              |             |
| Ica           | PE-ICA | 11     | Ica                 | 21 328     | 665 592   | 31,2                              |             |
| Junim         | PE-JUN | 12     | Huancayo            | 37 667     | 1 091 619 | 29,0                              |             |
| Liberdade     | PE-LAL | 13     | Trujillo            | 25 500     | 1 539 774 | 60,4                              |             |
| Lambayeque    | PE-LAM | 14     | Chiclayo            | 14 231     | 1 091 535 | 76,7                              |             |
| Lima          | PE-LIM | 15     | Huacho              | 34 802     | 864 853   | 223,2                             |             |
| Loreto        | PE-LOR | 16     | Iquitos             | 368 852    | 884 144   | 2,4                               |             |
| Madre de Deus | PE-MDD | 17     | Puerto Maldonado    | 85 301     | 92 024    | 1,1                               |             |
| Moquegua      | PE-MOQ | 18     | Moquegua            | 15 734     | 159 306   | 10,1                              |             |
| Pasco         | PE-PAS | 19     | Cerro de Pasco      | 25 320     | 266 764   | 10,5                              |             |
| Piúra         | PE-PIU | 20     | Piura               | 35 892     | 1 630 772 | 45,4                              |             |
| Puno          | PE-PUN | 21     | Puno                | 66 997     | 1 245 508 | 18,6                              |             |
| San Martín    | PE-SAM | 22     | Moyobamba           | 51 253     | 669 973   | 13,1                              |             |
| Tacna         | PE-TAC | 23     | Tacna               | 16 076     | 274 496   | 17,1                              |             |
| Tumbes        | PE-TUM | 24     | Tumbes              | 4 046      | 191 713   | 47,4                              |             |
| Ucaiáli       | PE-UCA | 25     | Pucallpa            | 101 831    | 402 445   | 4,0                               |             |